# Holsácia
.

Jutlândia e extremo norte da Alemanha mostrando Eslésvico e Holsácia no atual Estado Federal Alemão de Eslésvico-Holsácia.

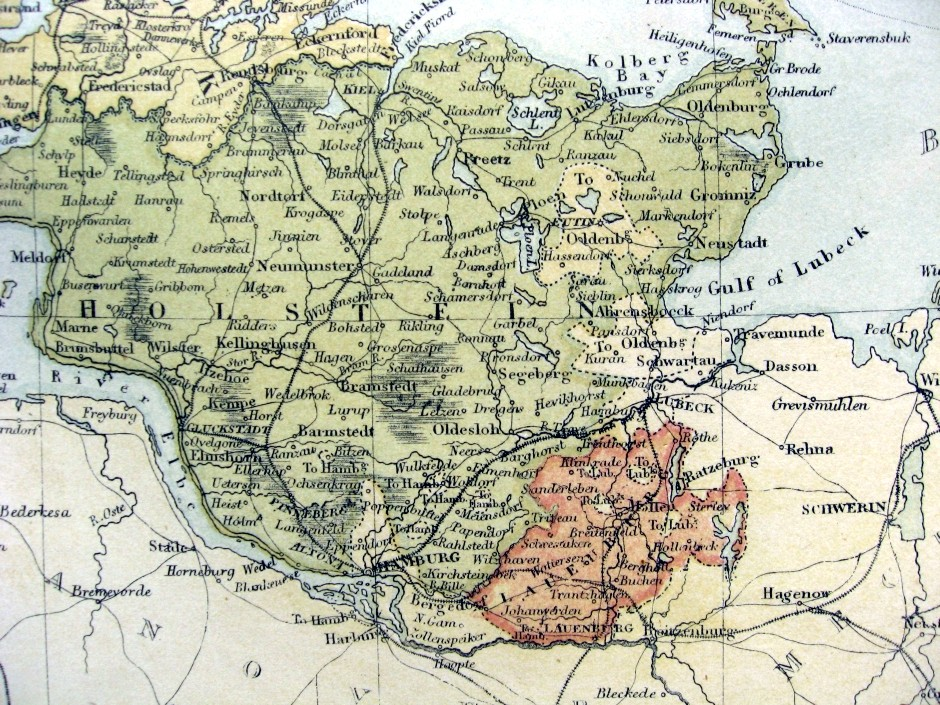
Mapa da Holsácia: 1815-1866

Holsácia (em alemão: Holstein; em baixo-alemão Holsteen; em dinamarquês: Holsten) é a porção meridional da região de Eslésvico-Holsácia e localiza-se na Alemanha, entre os rios Elba e Eider,  com capital em Kiel. Já existiu como  condado (em alemão: Grafschaft Holstein) e depois como ducado (em alemão: Herzogtum Holstein) e era o território mais ao norte do Sacro Império Romano-Germânico. Sua história é estreitamente ligada à história do ducado dinamarquês de Eslésvico. Seu nome origina-se dos holcetas, uma tribo saxônica mencionada por Adão de Brema como vivendo na margem norte do Elba, a oeste de Hamburgo. O nome, traduzido do baixo alemão, significa "habitantes da floresta".

## História

Emblema dos condes da Holsácia

Situada ao norte do domínio ocupado pelos saxões no século VII, a região foi conquistada por Carlos Magno, em 804, com a ajuda dos eslavos obodritas. A revolta destes (817) ocasionou sua expulsão em proveito dos saxões. A Holsácia foi elevada a condado (1110–1111) e seus condes, em conflito com os dinamarqueses, favoreceram sua cristianização e sua germanização.
Em 1326, Geraldo III, o Grande (1304–1340) estabeleceu  seu sobrinho, Valdemar III, no trono da Dinamarca, e seus filhos obtiveram o Ducado de Eslésvico em 1386. Em 1460, o Holsácia e o Eslésvico foram concedidos a Cristiano I, rei da Dinamarca e fundador da casa de Oldemburgo.